# Alfred Edward Ringwood
Alfred Edward Ringwood FRS (* 19. April 1930 in Kew, einem Stadtteil von Melbourne; † 12. November 1993), auch „Ted“ genannt,  war ein australischer Experimental-Geophysiker und Geochemiker. Er erhielt 1988 die höchste Auszeichnung der Geological Society of London, die Wollaston-Medaille.
Das Mineral Ringwoodit wurde nach Ted Ringwood benannt, in Anerkennung seiner Arbeit mit unter geologisch niedrigem Druck entstandenen Germanat-Mineralen als Ersatz für unter hohem Druck entstandene polymorphe Silikat-Minerale. Die Ergebnisse der Experimente erlaubtem ihm die Vorhersage, dass polymorphe Phasenübergänge in den häufig im Erdmantel vorkommenden Mineralen Olivin und Pyroxen bereits in der Übergangszone stattfinden. An der Australian National University begann er experimentelle Studien von Silikaten unter hohem Druck und konnte 1959 nachweisen, dass das eisenreiche Endglied der Mischkristallreihe von Olivin sich tatsächlich in die dichtere Spinellstruktur umwandeln ließ, so wie dies zahlreiche Festkörperproben von Germanaten und Germanat-Silikaten bereits gezeigt hatten. 1966 gelang Ringwood und Alan Major, von 1964 bis 1993 sein technischen Mitarbeiter, die Synthese der Spinellform von (Mg,Fe)2SiO4, und im gleichen Jahr die Umwandlung von reinem Forsterit (Mg2SiO4) in die Spinellform. Dieses Mineral wurde nach ihm benannt.
1978 entwickelte sein Team an der Australian National University das Synroc-Verfahren, möglicherweise ein Weg zur sicheren Aufbewahrung und Entsorgung radioaktiver Abfälle.
Ringwood starb am 12. November 1993 im Alter von 63 Jahren an Lymphdrüsenkrebs.

## Ehrungen
Ringwood erhielt zahlreiche Auszeichnungen, darunter
- Fellow of the Royal Society
- Mitglied der Australian Academy of Science
- Mitglied der National Academy of Sciences (1975)
- Wollaston-Medaille (1988)
- Antonio-Feltrinelli-Preis (1991)
- Clarke-Medaille (1992)
- Arthur L. Day Medal